# Gustaf Dahl (borgmästare)
För arkitekten med samma namn, se Gustaf Dahl (1835–1927)
Alf Gustaf Dahl, född 4 september 1890 i Vrigstads församling, Jönköpings län, död 16 oktober 1992 i Sigtuna, var en svensk borgmästare och författare.
Dahl var son till landsfiskalen Alfred Dahl och Anna Pontén. Genom systern Anna-Beth, som var gift med operasångaren Einar Ralf, var han morbror till Elisabeth, Klas och Eva Ralf. 
Gustaf Dahl läste juridik vid Lunds universitet och blev juris kandidat där 1917. Han gjorde tingstjänstgöring i Västra härads domsaga 1918–1919 och hade sedan kortare hovrätts- och departementsförordnanden, bland annat som hovrättsnotarie i Stockholm. Åren 1927 till 1948 var han borgmästare i Sigtuna stad. Han gav bland annat ut två kriminalromaner på 1950-talet samt tre självbiografiska böcker. Han blev riddare av Kungliga Vasaorden 1944.
Han gifte sig 1920 med Dagmar Lenck (1892–1971) och de fick dottern Eva Marianne som föddes 1922 men avled vid tre års ålder. Makarna Dahl är begravda på Sigtuna kyrkogård.